# Sisteronia seeleyi
La sisteronia (Sisteronia seeleyi) è un rettile marino estinto, appartenente agli ittiosauri. Visse alla fine del Cretaceo inferiore (Albiano, circa 110 milioni di anni fa) e i suoi resti fossili sono stati ritrovati in Europa (Inghilterra, Francia).

## Descrizione
Questo animale possedeva un rostro allungato e dotato di denti aguzzi, sottili e non usurati. I denti di Sisteronia erano a sezione quadrangolare e dotati di piccole corone e radici. Come molti altri ittiosauri evoluti, anche Sisteronia doveva possedere un corpo allungato, idrodinamico e dotato di una coda bilobata e quattro arti trasformati in strutture simili a pagaie. Alcune caratteristiche uniche permettono di distinguere questo animale da altri ittiosauri simili, come Platypterygius e Sveltonectes: ad esempio, in Sisteronia l'osso basioccipitale possedeva un processo sollevato dal foramen magnum; inoltre, l'opistotico è quasi completamente sprovvisto di un processo paroccipitale, caratteristica che si osserva solo in un esemplare giovanile di Platypterygius australis ma che non è riscontrabile in individui adulti di questa specie. 

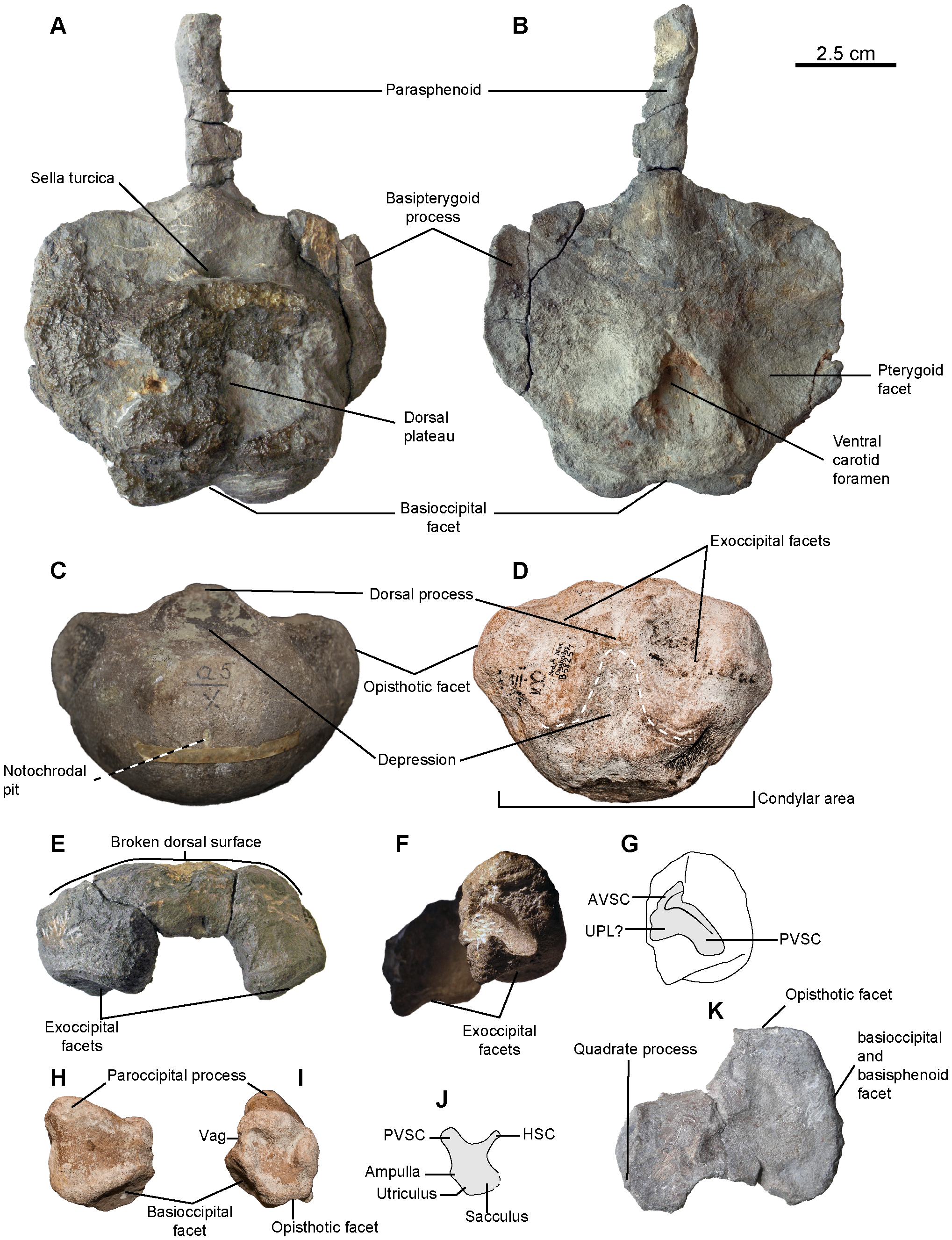
Parte del cranio dell'olotipo di Sisteronia seeleyi

## Classificazione
Sisteronia seeleyi è stato descritto per la prima volta nel 2014; alcuni fossili di questo animale sono stati ritrovati nella zona di Sisteron (Alpes-de-Haute-Provence, Francia), comprendenti uno scheletro parzialmente articolato e almeno altri tre esemplari articolati conservati in una collezione privata. L'epiteto specifico, seeleyi, onora Harry Govier Seeley, un paleontologo britannico che catalogò migliaia di esemplari frammentari di ittiosauri provenienti dal Cambridge Greensand Member della formazione Lower Chalk in Inghilterra (tra cui sono poi risultati esservi anche esemplari frammentari di Sisteronia).
Tra questi resti, il più completo è parte di uno scheletro articolato comprendente la parte inferiore del cranio, una scapola, un omero e cinque centri vertebrali. Questo resto (CAMSM B58257_67) è stato designato come olotipo della specie Sisteronia seeleyi. 

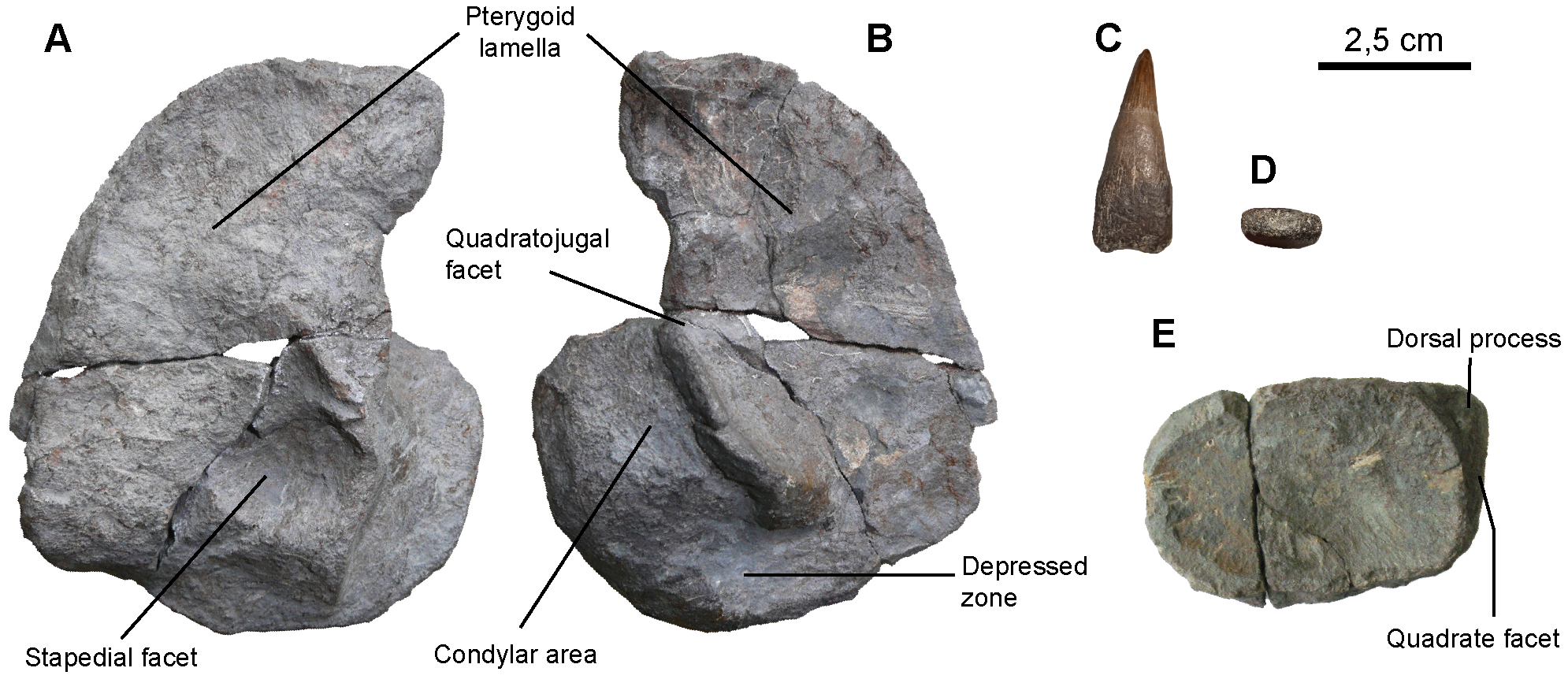
Osso quadrato, dente e osso articolare di Sisteronia seeleyi

Un'analisi filogenetica effettuata in una tesi non pubblicata del 2013 ha indicato che Sisteronia è un membro dei platipterigiini, un gruppo di ittiosauri tipici del Cretaceo. Tuttavia, molti caratteri diagnostici di Sisteronia sono basati principalmente sugli esemplari non descritti conservati in una collezione privata, e la classificazione di Sisteronia è quindi suscettibile di cambiamenti.